# La batalla de Solferino (película)
La batalla de Solferino, título original en francés La Bataille de Solférino, es una película francesa dirigida por Justine Triet, estrenada en 2013. Fue presentada al Festival Internacional de Cine de Cannes en 2013 en la programación de la Asociación del cine independiente para su difusión (ACID).

## Un poco de Historia
En 1859 la batalla de Solferino, entre los ejércitos austro-húngaro e italiano-piamontés (resuelta con la derrota de los primeros) se saldó con numerosas bajas de ambos bandos. Una de sus consecuencias fue la creación de la Cruz Roja Internacional.

## Argumento
El  6 de mayo de 2012, el día de la segunda vuelta de las Elecciones presidenciales francesas de 2012, Lætitia, periodista de un canal de televisión de información continua, Y-Télé, cubre el acontecimiento en la calle de Solférino (París), ante la sede del Partido Socialista de François Hollande. Pero aquel día, Vincent, su expareja y padre de sus dos hijas, se presenta a visitar a las niñas en cumplimiento de una orden judicial. Vincent es un hombre rudo, simple, algo violento, y a veces parece verdaderamente perdido. Lætitia tiene que marcharse al trabajo y deja a sus hijas con un joven canguro, que tendrá que lidiar la situación.

## Reparto
- Vincent Macaigne: Vincent
- Lætitia Dosch: Lætitia
- Arthur Harari: Arthur, el amigo « abogado » de Vincent
- Virgil Vernier: Virgil, el amigo de Lætitia
- Marc-Antoine Vaugeois: Marc, el « baby-sitter »
- Aurélien Bellanger: un militante de la UMP (cameo)

## Producción
Una parte importante de la película se rodó realmente el día de la victoria de François Hollande en la segunda vuelta de las elecciones presidenciales francesas de 2012.

## Premios y nominaciones

### Premios
- 2013: Premio de la crítica al Festival de cine de Francia de Tübingen.[4]
- 2013: Premio al mejor actor para Vincent Macaigne al Festival internacional de cine de Mar del Plata[5]
- 2013: Premio del público al Pariera Cine 2013
- 2014: Premio al mejor actor revelación para Vincent Macaigne en el 15º Festival de Cine Étoiles d´Or.[6]

### Nominaciones
- 2013: Festival de Cannes: selección «Association pour le cinéma indépendant et sa diffusion (ACID)»
- 2014: César a la mejor ópera prima